# Taosa rufa
Taosa rufa är en insektsart som beskrevs av Frederick Arthur Godfrey Muir 1931. Taosa rufa ingår i släktet Taosa och familjen Dictyopharidae. Inga underarter finns listade i Catalogue of Life.